# ヘーラクレース
- ヘーラクレース
- ヘラクレス

ヘーラクレース （古希: ῾Ηρακλής、古代ギリシア語ラテン翻字: Hēraklēs） は、ギリシア神話の英雄。ギリシア神話に登場する多くの半神半人の英雄の中でも最大の存在である。のちにオリュンポスの神に連なったとされる。ペルセウスの子孫であり、ミュケーナイ王家の血を引く。幼名をアルケイデース（Ἀλκείδης、古代ギリシア語ラテン翻字: Alkeidēs）といい、祖父の名のままアルカイオス（Ἀλκαῖος、古代ギリシア語ラテン翻字: Alkaios）とも呼ばれていた。後述する12の功業を行う際、ティーリュンスに居住するようになった彼をデルポイの巫女が 「ヘーラーの栄光」を意味するヘーラクレースと呼んでからそう名乗るようになった。キュノサルゲス等、古代ギリシア各地で神として祀られ、古代ローマに於いても盛んに信仰された。その象徴は弓矢、棍棒、鎌、獅子の毛皮である。
ローマ神話（ラテン語）名は Hercules （ヘルクレース）で、星座名のヘルクレス座はここから来ている。
英語名はギリシア神話では「Heracles（ヘラクリーズ）」、ローマ神話では「Hercules（ハーキュリーズ）」。イタリア語名はギリシア神話では「Eracle（エーラクレ）」、ローマ神話では「Ercole（エールコレ）」。フランス語名はギリシア神話では「Héraclès（エラクレス）」、ローマ神話では「Hercule（エルキュール）」という。なお、欧米ではローマ神話名の方が一般的に用いられている。
日本語では長母音を省略してヘラクレスとも表記される。

## 生い立ち

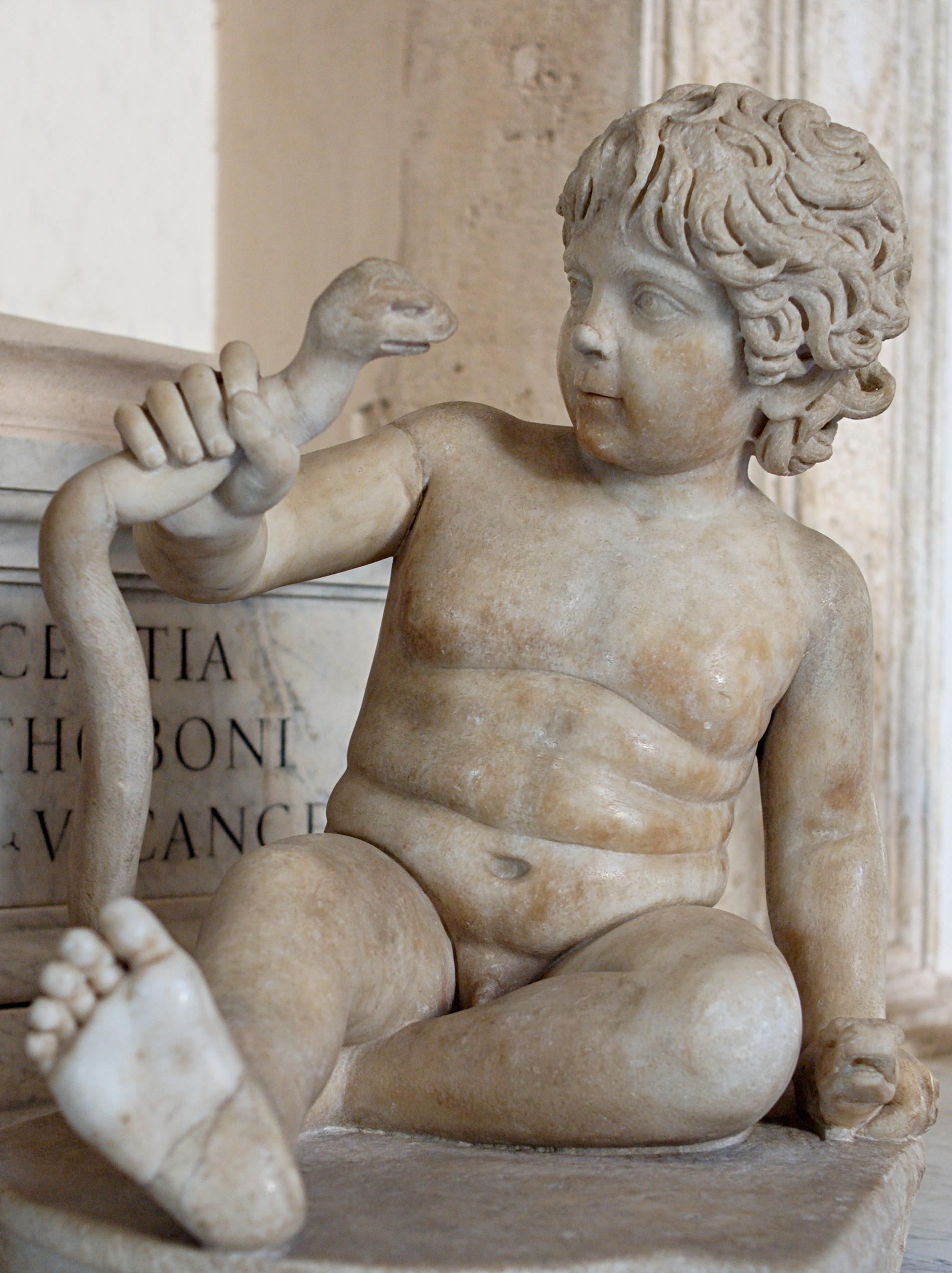
ローマ・カピトリーノ美術館にあるヘーラクレースと二匹の蛇の像。

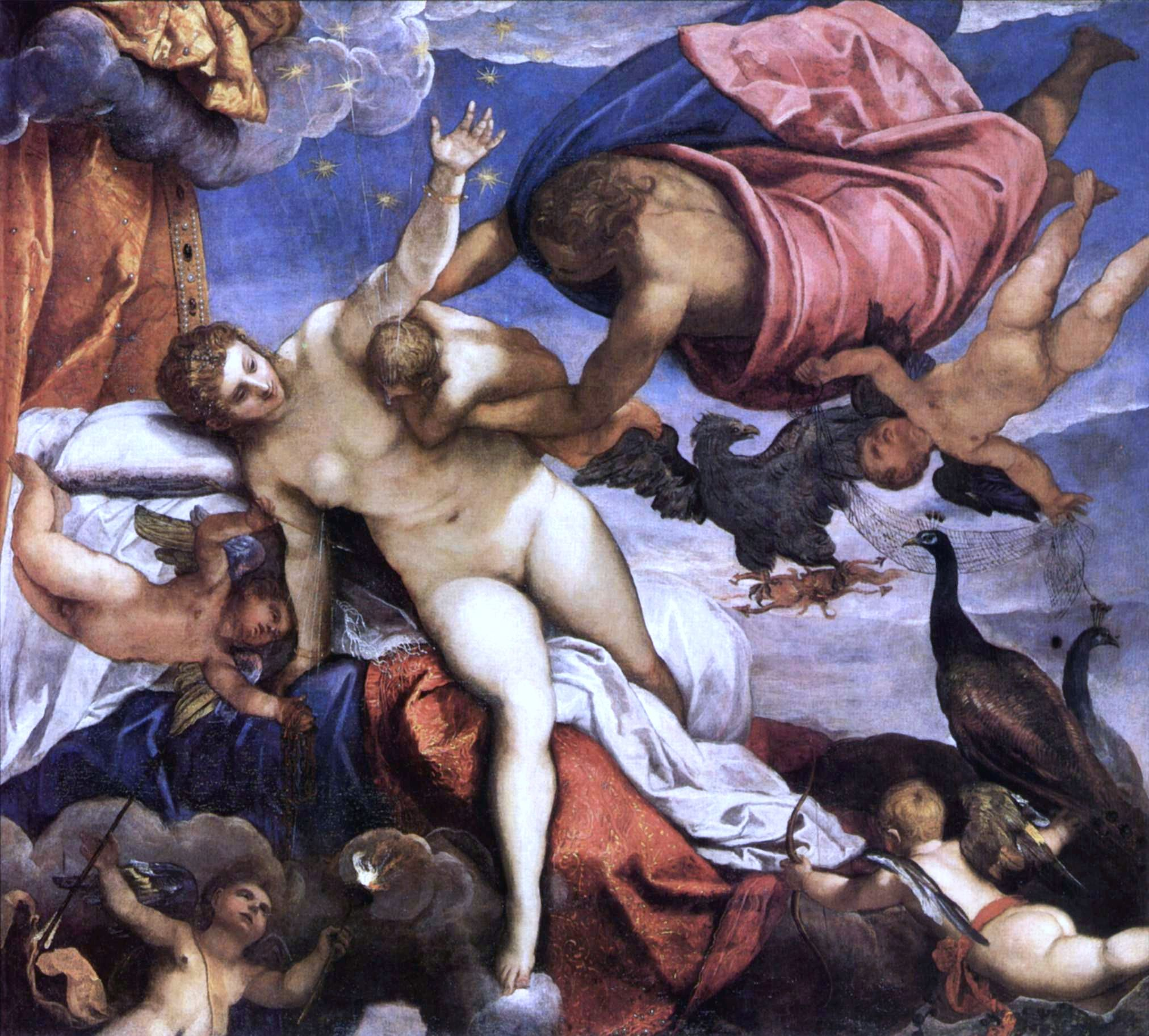
ティントレットの絵画『天の川の起源』（1575年 - 1580年頃）。ロンドン・ナショナル・ギャラリー所蔵。
1800年にロンドンで50ギニーで購入された絵画。ジャン＝バプティスト・コルベールのコレクションを経てオルレアン・コレクションとなった。

ヘーラクレースはゼウスとアルクメーネー（ペルセウスの孫に当たる）の子。アルクメーネーを見初めたゼウスは、様々に言い寄ったが、アルクメーネーはアムピトリュオーンとの結婚の約束を守り、決してなびかなかった。そこでゼウスはアムピトリュオーンが戦いに出かけて不在のおり、アムピトリュオーンの姿をとって遠征から帰ったように見せかけ、ようやく思いを遂げ、1夜を3倍にして楽しんだ。アルクメーネーは次の日に本当の夫を迎え、神の子ヘーラクレースと人の子イーピクレースの双子の母となった。
アルクメーネーが産気づいたとき、ゼウスは「今日生まれる最初のペルセウスの子孫が全アルゴスの支配者となる」と宣言した。それを知ったゼウスの妻ヘーラーは、出産を司る女神エイレイテュイアを遣わして双子の誕生を遅らせ、もう一人のペルセウスの子孫でまだ7か月のエウリュステウスを先に世に出した。こうしてヘーラクレースは誕生以前からヘーラーの憎しみを買うことになった。
ヘーラクレースの誕生後、ゼウスはヘーラクレースに不死の力を与えようとして、眠っているヘーラーの乳を吸わせた。ヘーラクレースが乳を吸う力が強く、痛みに目覚めたヘーラーは赤ん坊を突き放した。このとき飛び散った乳が天の川（galaxyは「乳のサイクル」Milky Wayは「乳の道」）になったという。一説にはアルクメーネーはヘーラーの迫害を恐れて赤ん坊のヘーラクレースを城外の野原に捨てた。ゼウスがアテーナーに命じて、ヘーラーを赤ん坊の捨てられた野原に連れて行くと、アテーナーは赤ん坊を拾い、赤ん坊に母乳を与えるように勧めた。赤ん坊の来歴が知らされていないヘーラーは哀れに思い、母乳を与えた。最後にアテーナーは不死の力を得た赤ん坊をアルクメーネーの元へ返し大切に育てるよう告げる。
これを恨んだヘーラーは密かに二匹の蛇を双子が寝ている揺り籠に放ったが、赤ん坊のヘーラクレースは素手でこれを絞め殺した。

## 成長と狂気
ヘーラクレースはアムピトリュオーンから戦車の扱いを、アウトリュコスからレスリングを、エウリュトスから弓術、カストールから武器の扱いを、リノスから竪琴の扱いを学んだ。しかしリノスに殴られた際ヘーラクレースは激怒し、リノスを竪琴で殴り殺してしまう。そしてケンタウロス族のケイローンに武術を師事して、剛勇無双となった。キタイローン山のライオンを退治し、以後ライオンの頭と皮を兜・鎧のように身につけて戦うようになる。
ヘーラクレースは義父アムピトリュオーンが属するテーバイを助けてオルコメノスの軍と戦い、これを倒した。クレオーン王は娘メガラーを妻としてヘーラクレースに与え、二人の間には3人の子供が生まれた。しかし、ヘーラーがヘーラクレースに狂気を吹き込み、ヘーラクレースは我が子とイーピクレースの子を炎に投げ込んで殺してしまった。正気に戻ったヘーラクレースは、罪を償うためにデルポイに赴き、アポローンの神託を伺った。神託は「ミュケーナイ王エウリュステウスに仕え、10の勤めを果たせ」というものだった。ヘーラクレースはこれに従い、本来なら自分がなっているはずのミュケーナイ王に仕えることになった。「ヘラクレスの選択」といえば、敢えて苦難の道を歩んで行くことをいう。

## 十二の功業
エウリュステウスがヘーラクレースに命じた仕事は次の通り。

### ネメアーの獅子

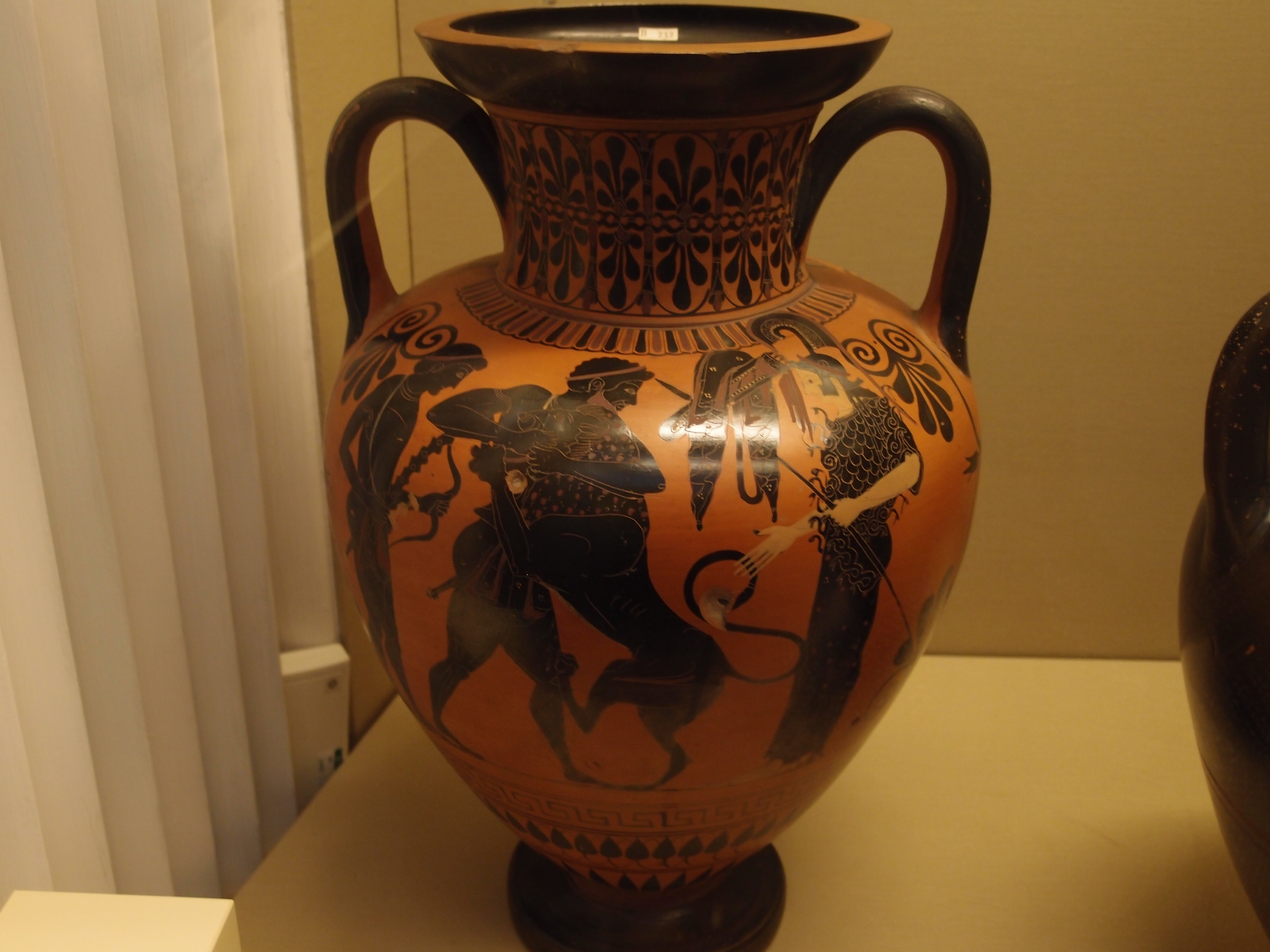
ネメアーの獅子を絞め殺すヘーラクレース（大英博物館蔵）。

ネメアーの獅子は刃物を通さない強靭な皮を持っており、矢を撃っても傷一つつかなかった。ヘーラクレースは棍棒で殴って悶絶させ、洞窟へと追い込んだ。そこで洞窟の入り口を大岩で塞いで逃げられないようにし、三日間の格闘の末に絞め殺した。この獅子は後にしし座となった。あらゆる武器を弾く毛皮は獅子の爪によって加工され、彼はその皮を頭からかぶり、鎧として用いた。獅子が英雄のシンボルになったのもこのためである。

### レルネーのヒュドラー

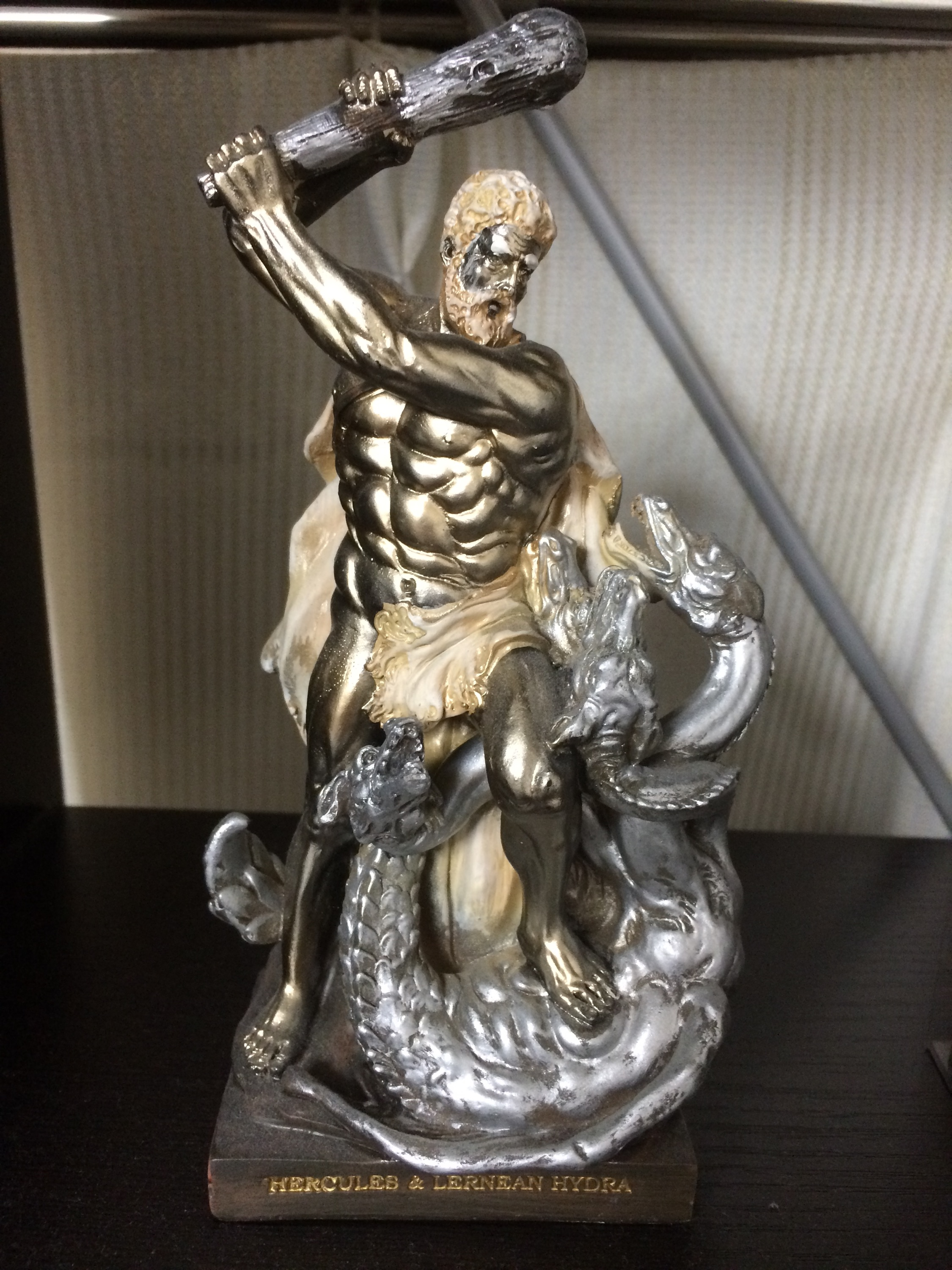
レルネーのヒュドラーと戦うヘーラクレース。

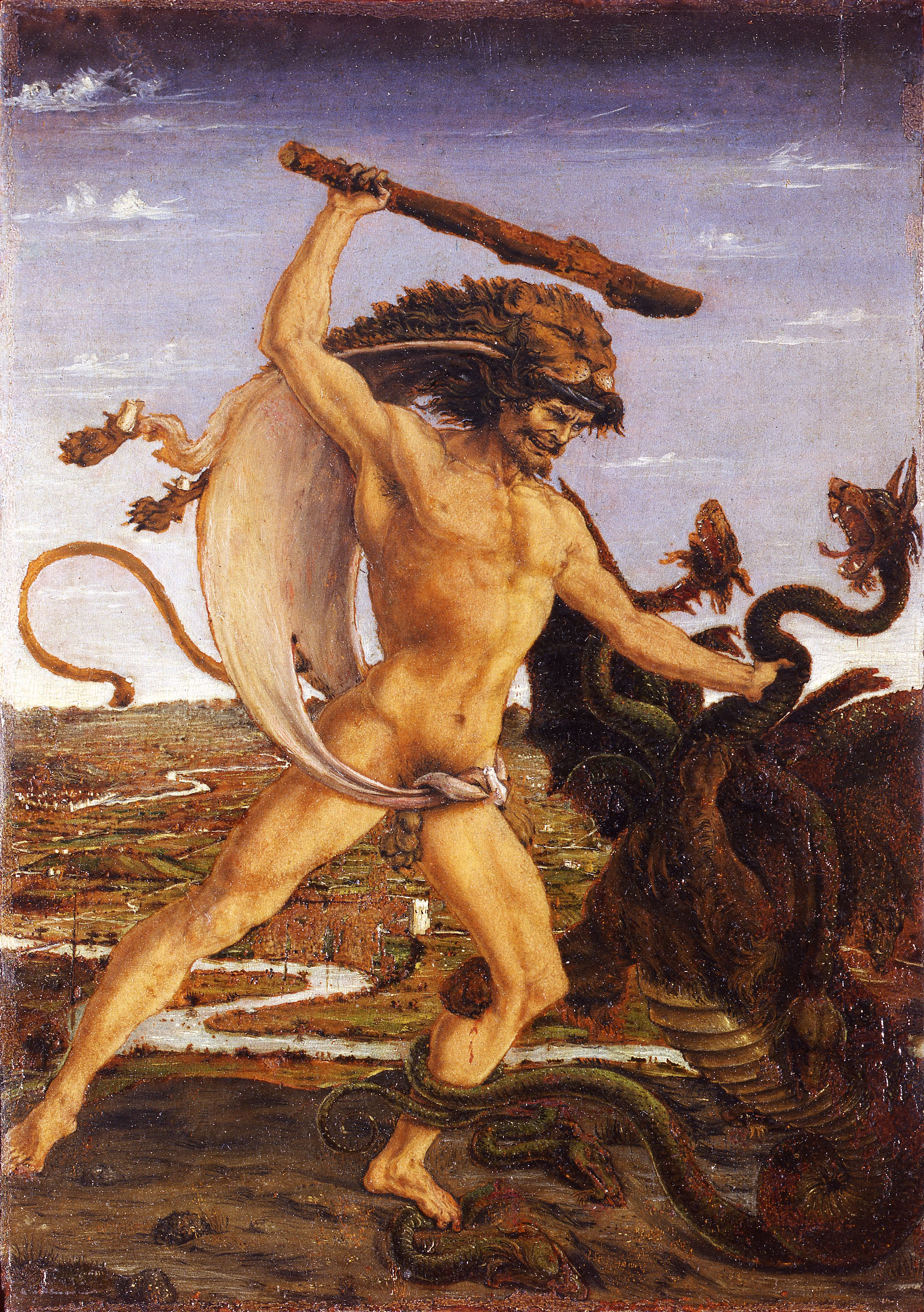
アントニオ・デル・ポッライオーロ作『ヘラクレスとヒュドラ』

ヒュドラーは、レルネーの沼に住み、9つの（百とも言われる）頭を持った水蛇である。触れただけで生きとし生けるものを絶命させる世界最強の猛毒を有していた。ヘーラクレースはヒュドラーの吐く毒気にやられないように口と鼻を布で覆いながら戦わねばならなかった。ヘーラクレースは始め、鉄の鎌でヒュドラーの首を切っていったが、切った後からさらに2つの首が生えてきて収拾がつかない。しかも頭のひとつは不死だった。従者のイオラーオス（双子の兄弟イピクレスの子）がヒュドラーの傷口を松明の炎で焼いて新しい首が生えるのを妨げてヘーラクレースを助けた。最後に残った不死の頭は岩の下に埋め、見事ヒュドラーを退治した。そしてヒュドラーはうみへび座となった。また、この戦いで、ヘーラーがヒュドラーに加勢させるべく送り込んだ巨大な化け蟹を、ヘーラクレースはあっさり踏みつぶしてしまった。この蟹がその後かに座となった。
エウリュステウスは、従者から助けられたことを口実にして、功績を無効としたため、功業が1つ増えることになった。またヘーラクレースはヒュドラーの猛毒を矢に塗って使うようになった。

### ケリュネイアの鹿
アカイア地方のケリュネイアの鹿（牝鹿）は女神アルテミスの聖獣で黄金の角と青銅のひづめを持っていた。4頭の兄弟がおり、アルテミスに生け捕られ、彼女の戦車を引いていたが、この5頭目の鹿は狩猟の女神をもってしても捕らえる事ができないほどの脚の速さを誇った。女神から傷つけることを禁じられたため、ヘーラクレースは1年間追い回した末に鹿を生け捕りにした。その後この鹿はアルテミスに捧げられ、他の4頭とともに戦車を牽くこととなった。

### エリュマントスの猪
エリュマントス山に住む人食いの怪物、大猪を生け捕りにした。生け捕り自体はさしたる問題なく片づいたが、このとき、ヘーラクレースはケンタウロスのポロスに助力を求めていた。ポロスが預かっていたケンタウロス族の共有していた酒をヘーラクレースが飲んだ事により、ケンタウロス族と争いになった。その戦いで、誤って武術の師であるケイローンにヒュドラーの毒矢を放ってしまった。ケイローンは不死の力を与えられていたが、毒の苦しみに耐えきれず、不死の力をプロメーテウスに譲渡して死を選んだ。この時にケイローンの不死の力を受け入れてもらうために、ヘーラクレースがカウカーソス山に縛り付けられていたプロメーテウスを解放したとされる。この後、ケイローンの死を惜しんだゼウスは、彼をいて座にしたという。

### アウゲイアースの家畜小屋
エーリス王アウゲイアースは3,000頭の牛を持ち、その牛小屋は30年間掃除されたことがなかった。ヘーラクレースはアウゲイアースに「1日で掃除したら、牛の10分の1をもらう」という条件を持ちかけ、アウゲイアースは承知した。ヘーラクレースはアルペイオス川とペネイオス川の2つの川の流れを強引に変え、小屋に引き込んで30年分の汚物をいっぺんに洗い流した。しかし、おかげでこの川の流れは狂ってしまい、たびたび洪水を引き起こすようになったという。
エウリュステウスは、罪滅ぼしなのに報酬を要求したとして（川の神の力を借りたため、とする説もある）これをノーカウントにしたため、さらに功業が1つ増えることとなった。また、アウゲイアースは約束を守らず、知らないふりをした。ヘーラクレースはこのことを忘れず、後になってアウゲイアースを攻略した。

### ステュムパーロスの鳥

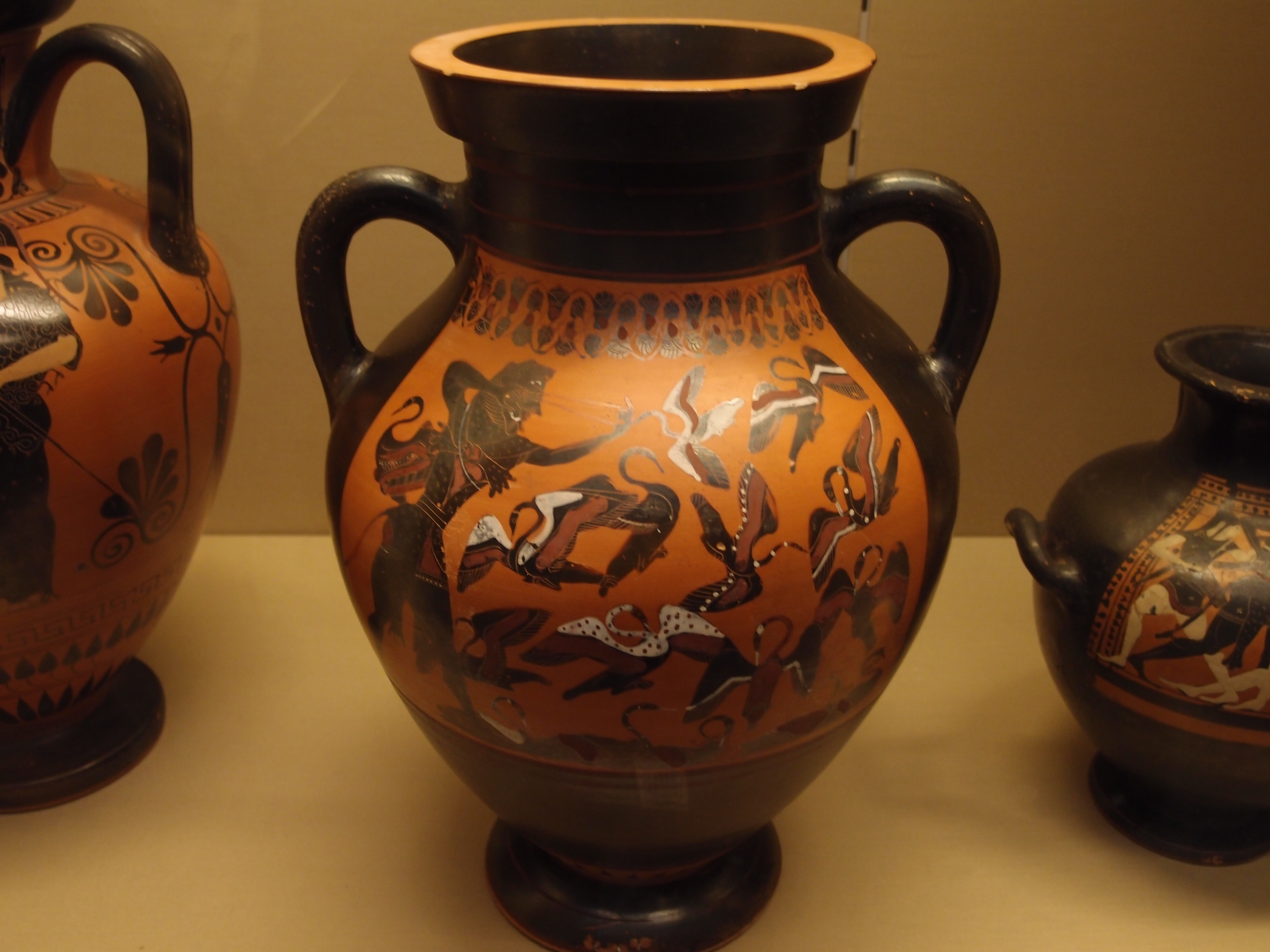
ステュムパーロスの鳥を撃ち落とすヘーラクレース（大英博物館蔵）。

ステュムパーロスの鳥は、翼、爪、くちばしが青銅でできていた。ヘーラクレースはこの恐ろしい怪鳥を驚かせて飛び立たせるため、ヘーパイストスからとてつもなく大きな音を立てるガラガラ（彼の工房のキュクロープス達の目覚まし用）を借り受け、音に驚いて飛び立ったところをヒュドラーの毒矢で射落とした。また、矢が効かないので彼に襲い掛かってくるところを、1羽ずつ捕らえて絞め殺したとも言われている。

### クレーテーの牡牛

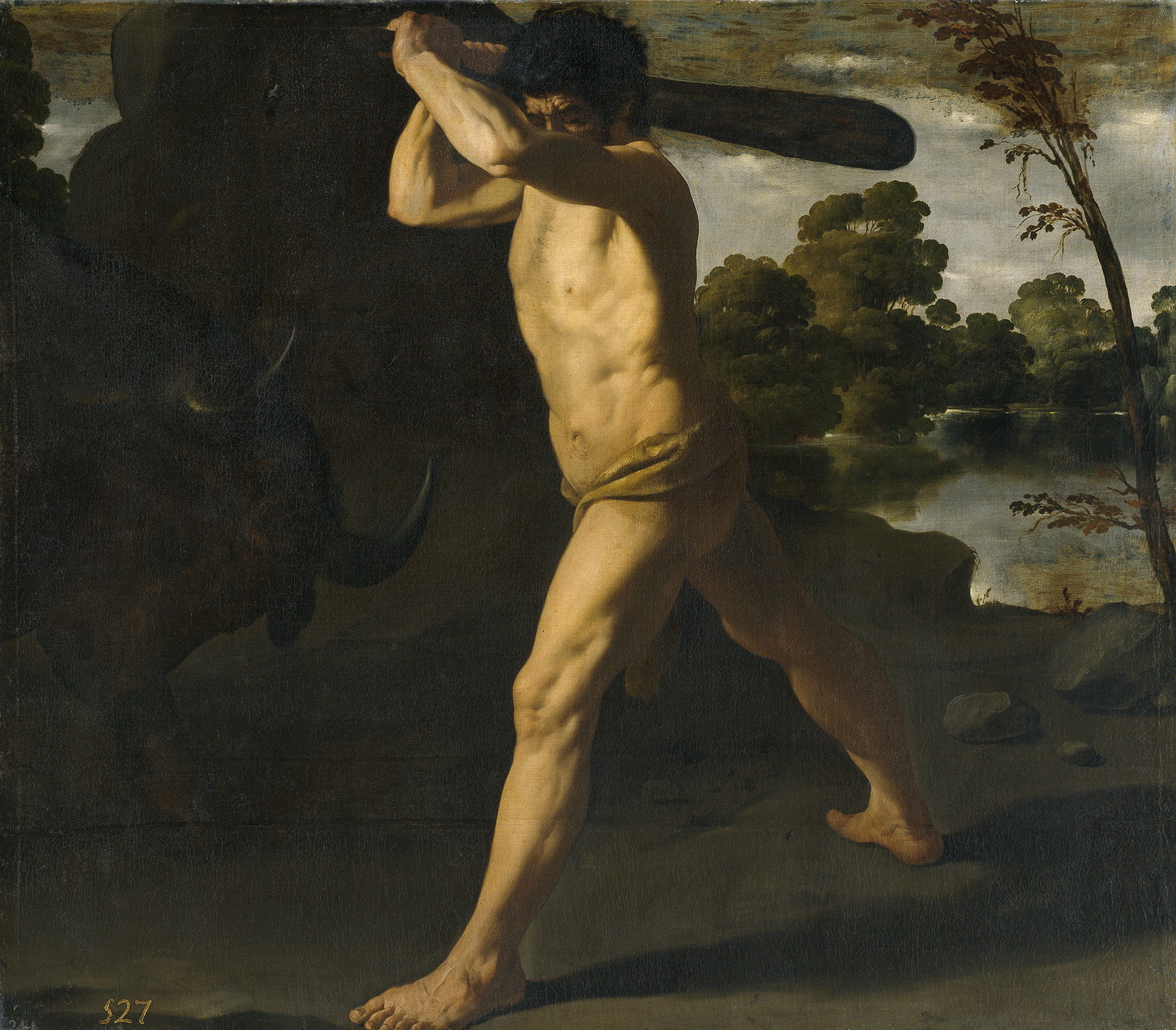
マドリード・プラド美術館にあるフランシスコ・デ・スルバランの『ヘラクレスとクレタの牡牛』（1634年）

クレーテー島の王ミーノースを罰するためにポセイドーンの送り込んだクレーテーの牡牛を生け捕りにした。この牡牛はミーノータウロスの父親であり、美しいが猛々しく、極めて凶暴であった。ヘーラクレースはミーノース王に協力を求めるが拒否され、結局素手で格闘してこの牡牛をおとなしくさせ、アルゴスまで連行した。

### ディオメーデースの人喰い馬
ディオメーデースの人喰い馬は、トラーキア王ディオメーデースはアレースの子で、旅人を捕らえて自分の馬に食わせていた。
シケリアのディオドーロスによれば、ヘーラクレースは逆にディオメーデースを馬に食わせてしまい、馬は生け捕りにした。またアポロドーロスによれば、ヘーラクレースが馬を奪った後にディオメーデースが軍勢を率いて馬を奪還しようとしたため、ヘーラクレースは若衆の従者アブデーロスに馬の番をさせて戦いに出かけた。しかしヘーラクレースがディオメーデースを戦いで殺害して戻ってくると、少年は走る馬に大地の上を引きずられて死んでいた。ただしアブデーロスは馬に食い殺されたとする伝承も多い。

### アマゾーンの女王の腰帯
エウリュステウスの娘アドメーテーがアマゾーン女王ヒッポリュテーの腰帯を欲しがったために、これを持ってくることを命じられた。ヘーラクレースはアマゾーンとの戦いになると考え、テーセウスらの勇士を集めて敵地に乗り込んだが、交渉したところ、ヒッポリュテーは強靭な肉体のヘーラクレース達を見て、自分達との間に丈夫な子を作ることを条件に腰帯を渡すことを承諾した。ところがヘーラーがアマゾーンの一人に変じて「ヘーラクレースが女王を拉致しようとしている」と煽ったため、アマゾーン達はヘーラクレースを攻撃した。ヘーラクレースは最初の甘言は罠であったと考え、ヒッポリュテーを殺害して腰帯を持ち帰った。
一説ではヘーラーが変装したのはヒッポリュテー本人で、彼女に変装したヘーラーが「ヘーラクレース達が国を乗っ取ろうとしている」と他のアマゾーン族を唆し襲撃させた。突如襲撃されたヘーラクレースは激怒。ヒッポリュテーに攻め寄り、必死に身の潔白を訴えるヒッポリュテーを殴り殺してしまった。冷静さを取り戻したヘーラクレースは、ヒッポリュテーの目は嘘を言っているように見えなかったと、話も聞かず殺してしまったことを後悔した。

### ゲーリュオーンの牛

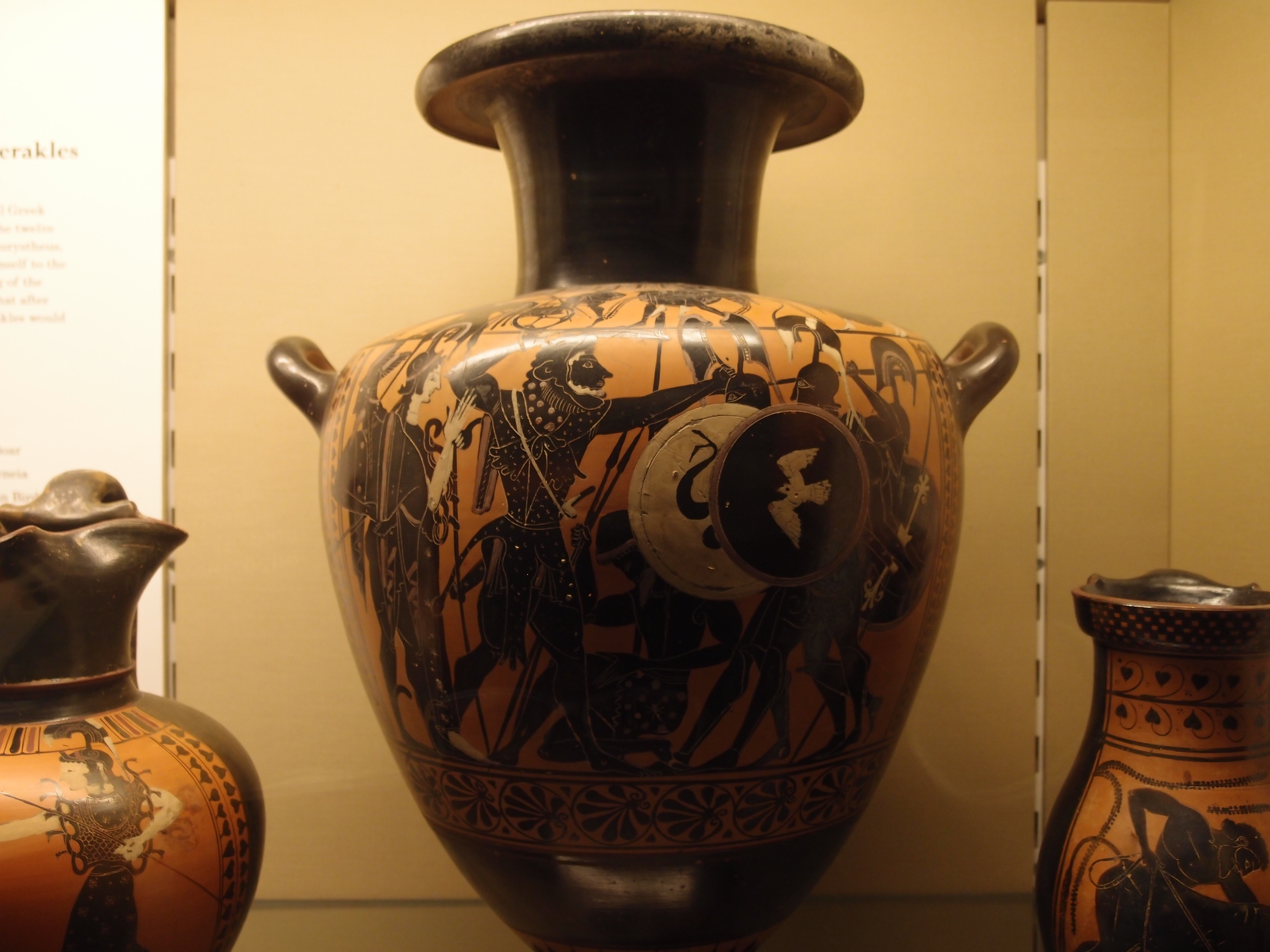
ゲーリュオーンと戦うヘーラクレース（大英博物館蔵）。

ゲーリュオーンの飼う紅い牛を求めるのだが、ゲーリュオーンは、メドゥーサがペルセウスに殺されたときに血潮とともに飛び出したクリューサーオールの息子で、大洋オーケアノスの西の果てに浮かぶ島エリュテイアに住んでおり、常人は行き着くことができなかった。
アフリカに行き着いたヘーラクレースが太陽の熱気に怒り、太陽神ヘーリオスに矢を射掛けたため、ヘーリオスは、その剛気を嘉して黄金の盃を与えた。別の説では、ヘーラクレースは矢で太陽を射落としてみせ、ヘーリオスに無理矢理黄金の盃を貸させた。ヘーラクレースは盃に乗ってオーケアノスを渡ることができた。
エリュテイアでは双頭の犬オルトロスが牛を守っていたが、ヘーラクレースはオルトロスや牛の番人エウリュティオーンを棍棒で打ち殺して、紅い牛とともに牛の群れを奪った。そして牛を奪い返さんと追ってきたゲーリュオーンを射殺した。
ヘーラクレースは冒険の途次、ジブラルタル海峡を通過した際に海峡の両岸に「ヘラクレスの柱」を残した。また、登るのが面倒な高い山脈を叩き割って大陸であった場所に海峡を作り、割れた山脈の両辺をヘラクレスの柱としたとも言われる。

### ヘスペリデスの黄金の林檎

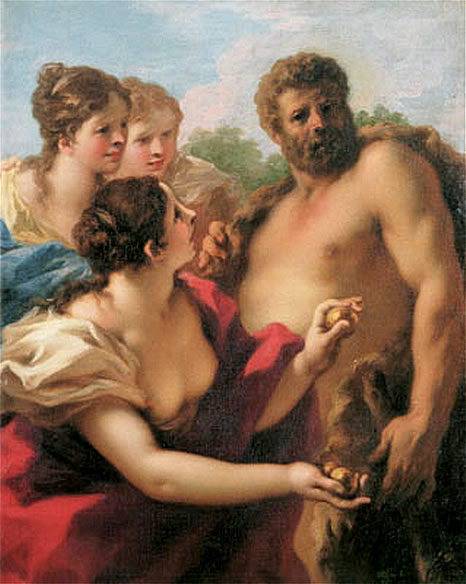
ジョヴァンニ・アントニオ・ペレグリーニの絵画『ヘーラクレースとヘスペリデス』。ヴァイセンシュタイン城所蔵。

ヘスペリデスの居場所を知らないヘーラクレースは水神ネーレウスと取っ組み合い、これを捕まえた。ネーレウスは怪物や水、火などに変身して逃れようとしたが、ヘーラクレースが捕らえて離さなかったため、やむなく場所を教えた。黄金の林檎は百の頭を持つ竜ラードーンが守っていたが、ヘーラクレースはこれを倒して林檎を手に入れた。ラードーンは、りゅう座となった。
一方アポロドーロスは全く異なる伝説を伝えている。ヘーラクレースは、人間に火の使い方を教えたためにゼウスに罰せられてカウカーソス山に縛り付けられていたプロメーテウスを救い出して、助言を請うた。プロメーテウスは「ヘスペリデスはアトラースの娘たちだから、アトラースに取りに行かせるべきである」と答えた。アトラースは神々との戦いに敗れ、天空を担ぎ続けていた。ヘーラクレースがアトラースのところに赴き、ヘーラクレースが天空を担いでいる間に林檎を取ってくるよう頼むと、アトラースはこれに従い林檎を持ち帰った。しかし、再び天空を担いで身動きできなくなるのを嫌って、自分が林檎をミュケーナイに届けると言い出した。ヘーラクレースは一計を案じ、頭に円座を装着してから天空を支えたいので少しの間天空を持っていてほしいと頼んだ。承知したアトラースが天空を担いだところでヘーラクレースは林檎を取って立ち去った。

### 地獄の番犬ケルベロス

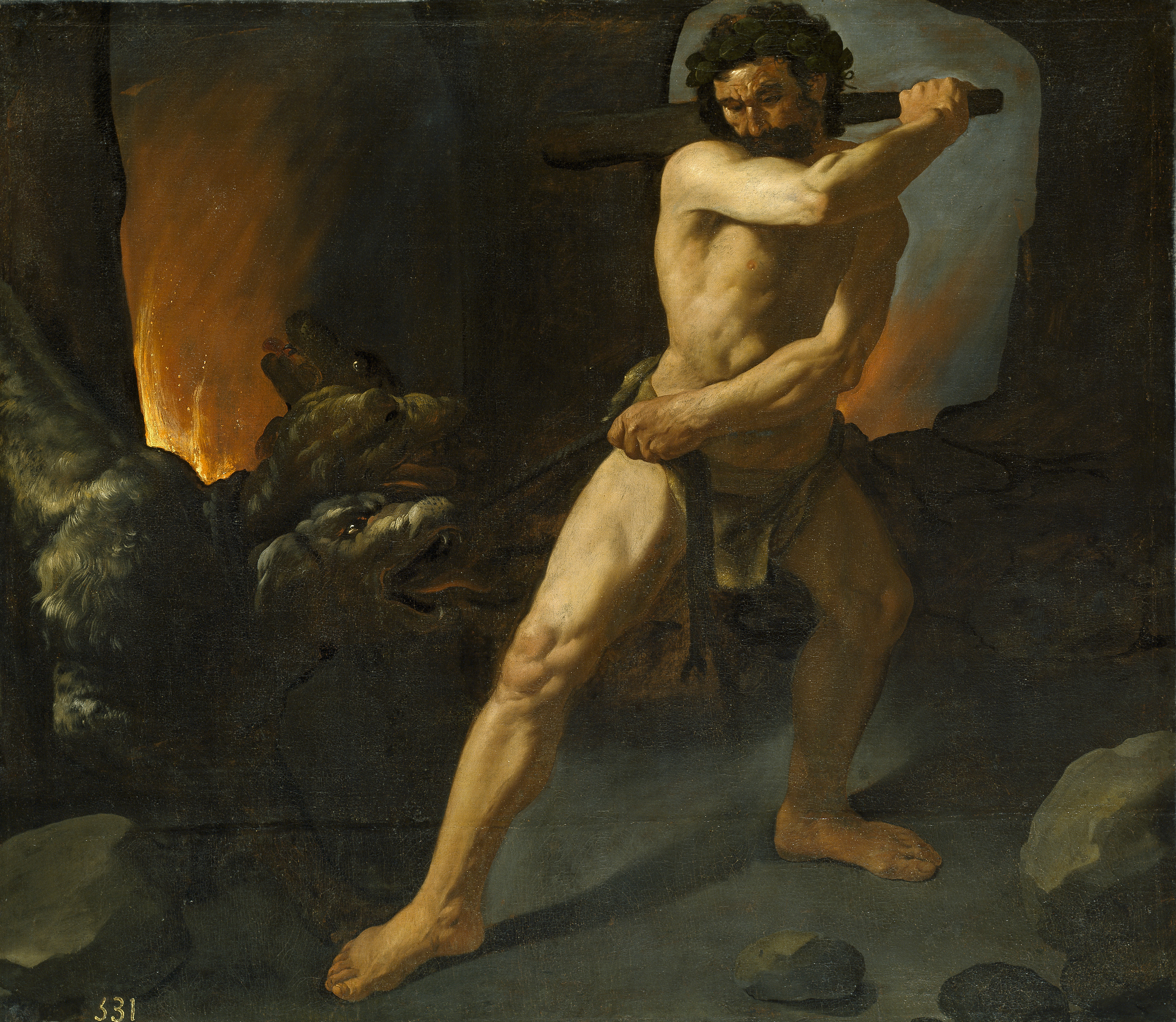
マドリード・プラド美術館にあるフランシスコ・デ・スルバランの『ヘーラクレースとケルベロス』 (1634年)

ケルベロスはオルトロスの兄であり、3つの頭を持つ犬の化け物。ヘーラクレースは冥界に入ってハーデースから「傷つけたり殺したりしない」という条件で許可をもらい、ケルベロスを生け捕りにした。その際、ペルセポネーを略奪しようとして「忘却の椅子」に捕らわれていたテーセウスとペイリトオスに会い、テーセウスのみを助け出した。また、地上に引きずり出されたケルベロスは太陽の光を浴びた時、狂乱して涎を垂らした。その涎から毒草のトリカブトが生まれたという。

## ヘーラクレースの柱

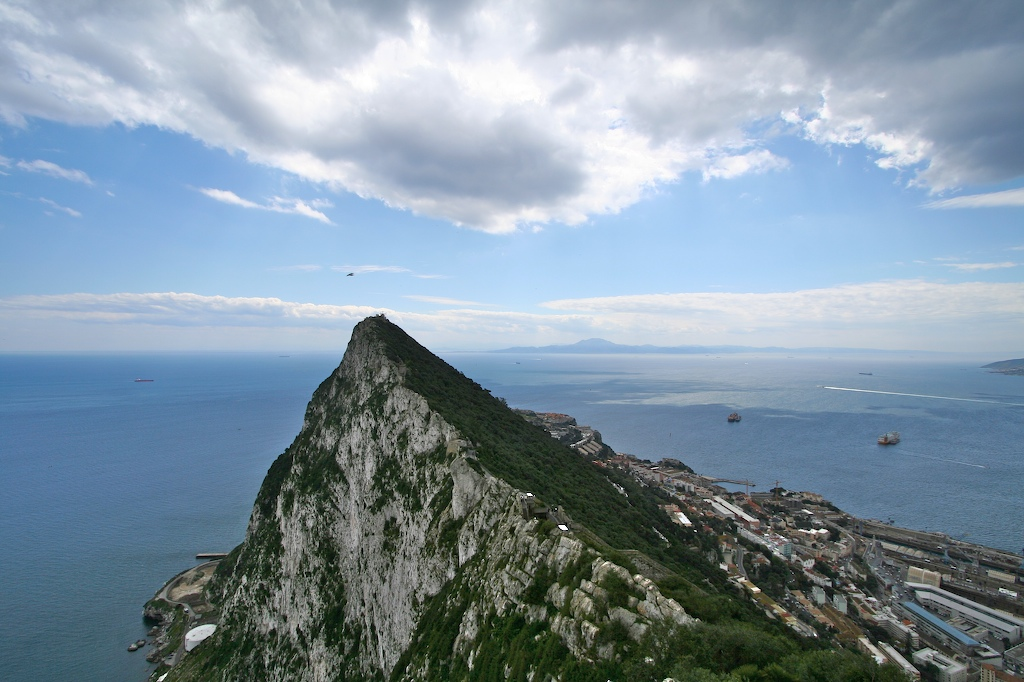
ヘーラクレースの柱。ジブラルタル（手前の岩山）とセウタ（海の向こう側の岩山）の間がヘーラクレースによって砕かれて海になった。

ヘーラクレースは十二の功業の一つであるゲーリュオーンの牛を取りに行く途中に、巨大な山脈を登らねばならなかったが、それは非常に面倒なことであったので、近道をしようと考えた。山脈さえ無くなれば道のりを短縮できると考えたヘーラクレースは、巨大な山脈をその怪力で砕くことにした。ヘーラクレースは棍棒で山脈を叩き、その圧倒的な怪力で山脈を真っ二つにした。それだけではなく、山脈の下に横たわる大地もヘーラクレースの怪力に耐え切れずに吹き飛んだ。その結果、大西洋と地中海がジブラルタル海峡で繋がった。以降、分かれた2つの山脈をひとまとめにして、ヘーラクレースの柱と呼ぶようになった。
また、元々ジブラルタル海峡があったが、あまりにも幅が広く、このままでは海の怪物たちが地中海に押し寄せてきてしまうため、ヘーラクレースが大陸そのものを動かしてこの海峡を狭くしたとする説もある。

## その他の冒険
十二の功業の他にも、ヘーラクレースは壮大な冒険を繰り広げた。

### アンタイオスとの対決
リビアに住んでいたアンタイオスは、ポセイドーンとガイアの息子であり、大地に触れている間は無敵の力を得ることができた。彼は通りかかる旅人に戦いを挑んでは殺し、その髑髏や持っていた宝物を父ポセイドーンの神殿に飾っていた。彼は通りかかったヘーラクレースにも戦いを挑んだ。ヘーラクレースは何度もアンタイオスを打ち倒すが、その度に復活し、力が無限に増すアンタイオスに苦戦を強いられた。最終的に、ヘーラクレースは大地に触れていなければ無限の力が得られないという彼の弱点に気付き、ヘーラクレースはアンタイオスを持ち上げ、そのまま彼を絞め殺した。

### 死の神との対決
ペライの王であるアドメートスに死期が迫った時、その妻のアルケースティスは、死に瀕した夫のために命を投げ出した。アドメートスが死ぬ時、家族の誰かが身代わりになって命を落とせば、彼は死なずに済むという約束を運命の女神モイライと交わしていたからである。この時、ヘーラクレースが通りかかり、事の次第を聞いて、正義感からアルケースティスを死なせてはならないとして彼女の霊魂を追った。アルケースティスは死の神タナトスによって冥界に送られるところだったが、ヘーラクレースはその腕力で死の神を打ち倒し、彼女の魂を奪い取った。ヘーラクレースのおかげでアルケースティスは生き返り、運命の女神との約束によってアドメートスも生き長らえることができた。
また、アルケースティスの霊魂を追って冥界にまで行き、ハーデースと格闘して奪い取ったとする説もある。

### 河の神との対決
ヘーラクレースがカリュドーン王オイネウスの娘デーイアネイラに求婚していた時、河の神アケローオスもデーイアネイラに求婚をしていた。両者はデーイアネイラを巡って激しい戦いを繰り広げた。アケローオスは濁流を打ち付け、様々な姿に変身してヘーラクレースを翻弄したが、雄牛の姿になったとき、片方の角をヘーラクレースに折られてしまった。アケローオスはその腕力に降参し、その後はアケローオスの川底で傷口を癒した。
河の神に勝利したヘーラクレースはデーイアネイラと結婚することになり、彼女との間に子供をもうけた。河の神アケローオスは大人しくなったが、毎年春になると傷跡からこの戦いでの敗北を思い出し、怒りのあまり洪水を引き起こすという。

### アポローンとの対決
ヘーラクレースは狂気によって親友イピトスを殺してしまい、そのせいで病に取り憑かれていた。治癒のためにデルポイを訪れるが、巫女は彼に会ってすらくれなかった。これに腹を立てたヘーラクレースは、デルポイの宝でもあり、神託に必要不可欠な道具でもある三脚の鼎を奪おうとした。デルポイの守護神であるアポローンはこれに立腹して自ら姿を現し、ヘーラクレースと闘った。これを見たゼウスは、双方の間に落雷を投じて引き分けにさせた。その時アポローンは、「お前の病は、殺人の償いとして、丸三年の間（一説には一年間）奴隷として仕えれば回復するであろう」と予言した。これを受けてヘーラクレースは、ヘルメースに連れられてリューディアの女主人オムパレーの元へと赴き、病回復のために奴隷として彼女に仕えることとなった。

### エジプト攻略
エジプト（アイギュプトス）では、ブーシーリス王のもと、豊作を願って異邦人を捕まえては生け贄に捧げるという風習が行われていた。近くを旅していたヘーラクレースはエジプト人に捕まり、生け贄の祭壇に連れて来られた。そこでヘーラクレースは彼らの思惑を知り、その怪力で大暴れした。エジプト軍は彼によって尽く殺戮され、エジプトは壊滅状態になってしまった。

### トロイア攻略
ヘーラクレースがトロイアを訪れた時、トロイア王ラーオメドーンは高潮と共に現れる強大な海の怪物に悩まされていた。この怪物は、奴隷に扮したポセイドーンがトロイアの城壁を築いた折、ラーオメドーンが約束の報酬を支払わなかったため、ポセイドーンが罰としてトロイアに送り込んだ怪物であった。この怪物を鎮めるために、ラーオメドーンの娘であるヘーシオネーが岩に縛り付けられ、生け贄に捧げられるところであった。
ヘーラクレースはガニュメーデースの代償にゼウスがトロイアに送った神馬が欲しいと思っていたので、この神馬と引き換えに海の怪物を討伐することを約束した。ヘーラクレースは巨大な怪物の腹の中に入り込み、三日も胃袋に居座って暴れ続けた。内臓を滅茶苦茶にされた怪物は死んだが、胃酸によってヘーラクレースの毛髪が溶け、禿げてしまった。ヘーラクレースは報酬の神馬を貰いに行ったが、ラーオメドーンは約束を反故にして拒絶した。当時はまだ十二の功業の最中であり、時間があまり残されていなかったため、ヘーラクレースは必ず復讐すると言い残してトロイアを去った。
時が経ち、ヘーラクレースは仲間たちと共にトロイアへと攻め入った。ラーオメドーンは大軍勢でそれに応えたが、ヘーラクレースの怪力には敵わなかった。ヘーラクレース軍は城壁を包囲し、それを乗り越えてトロイアを攻略した。ラーオメドーンは射殺され、ヘーラクレースの復讐は遂げられた。

### 古代オリンピックの創始

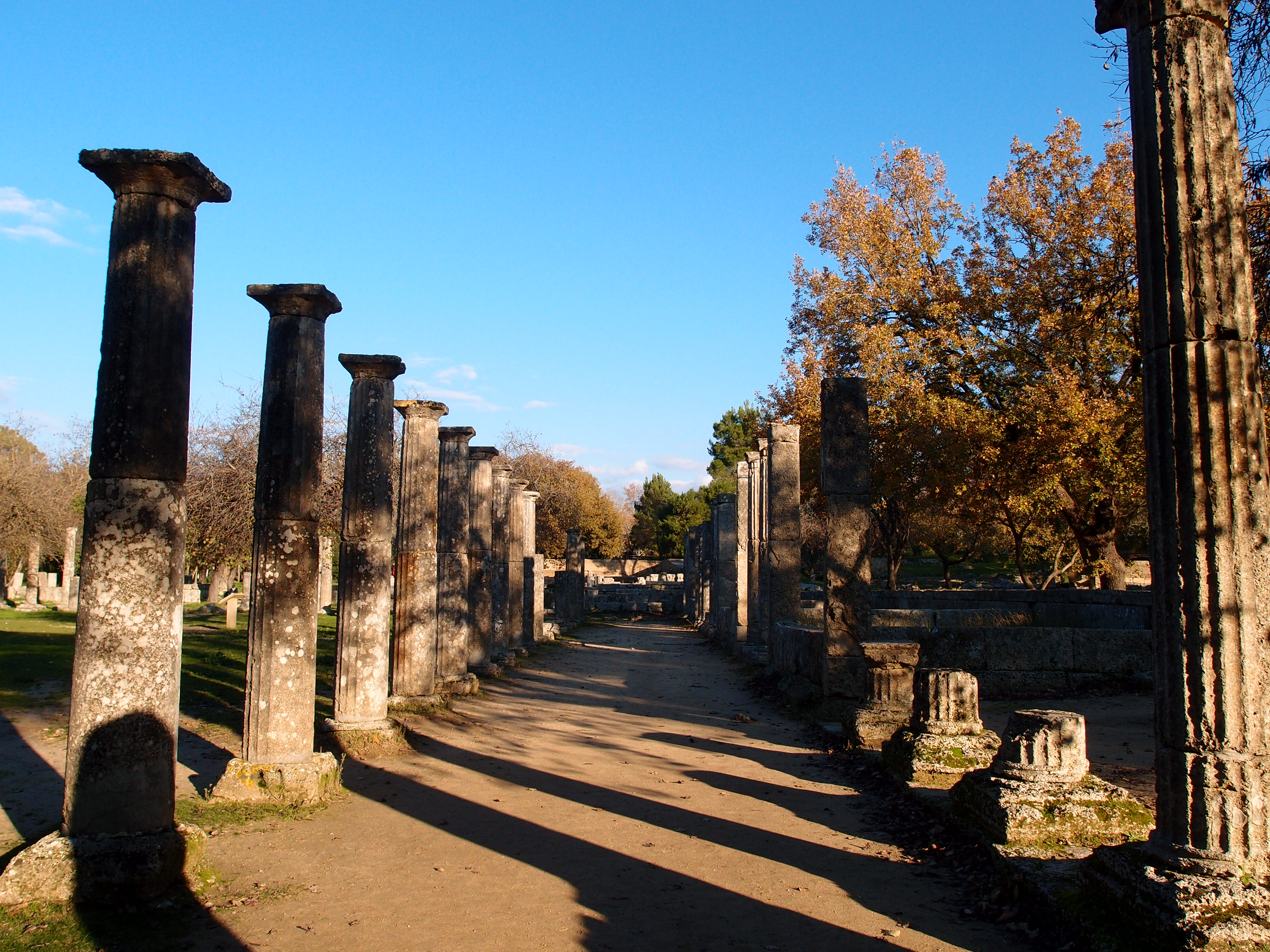
オリュンピア遺跡の列柱。

十二の功業中にエーリス王アウゲイアースに報酬を踏み倒されたことの復讐として、後にヘーラクレースはエーリスに攻め入った。エーリス軍にはモリオネという双子（一説には結合双生児）の英雄がおり、彼らはポセイドーンの息子でカリュドーンの猪狩りに参加するほど武勇に優れ、怪力も有していた。双子であるが故に二対一の戦いとなり、剛勇無双のヘーラクレースといえども苦戦を強いられた。攻防戦の最中にヘーラクレースは病にかかり、休戦協定を結んだが、モリオネはそれを破って攻撃を止めず、ヘーラクレースは撤退せざるを得なくなった。その後、ヘーラクレースはモリオネがイストミア大祭に参加するという報せを聞き、その道中に待ち伏せしてモリオネを毒矢で射殺した。ヘーラクレースは強力な英雄を失ったエーリスを攻略し、この勝利を記念してオリュンピアにゼウス神殿を建て、その地で競技会を行った。以後、この競技会は4年に1度開催されるようになり、やがて古代オリンピックになった。
後世の古代オリンピックではヘーラクレースの末裔と信じられたテオゲネースが華々しい結果を残した。テオゲネースは記録に残っているだけでもボクシングなどの種目で1,300戦全勝し、古代オリンピックだけではなくあらゆる競技会で優勝を繰り返し、生涯無敗であった。ちなみに、この人物は神話上の存在ではなく実在した人物である。

### アルゴナウタイ
コルキスの金羊の毛皮を求めるイアーソーンの呼びかけに応じて、ヘーラクレースも数多の英雄と共にアルゴー船に乗り込んだ。レームノス島の女たちの誘惑にも打ち勝ち、快楽に耽っていた他の英雄たちを叱咤して再び出航させるなど、ヘーラクレースはアルゴナウタイの中でも抜きん出た存在であった。しかし、ミューシアーにおいてヘーラクレースの愛していたヒュラースが水のニュンペーに攫われてしまい、ヒュラースを探している内にアルゴー船は出航してしまった。置き去りにされたヘーラクレースは、アルゴー船を追うのを止め、アルゴスへと帰還した。ヘーラクレースは最強の存在でありながら、アルゴナウタイから脱落してしまったのである。
一説には、このとき一部の乗組員はヘーラクレースを乗船させるためにティーピスに船を戻させようとしたが、カライスとゼーテースがこれを妨害した。このことを恨んだヘーラクレースは、後に二人をテーノス島で殺したという。

### ギガントマキアー
全宇宙を揺るがす大戦争に、ヘーラクレースは神々と共に参戦した。ガイアはゼウスたちオリュンポスの神々から宇宙の支配権を奪い取るために、ギガースという山よりも巨大な怪力の巨人たちを送り、ギガントマキアーと呼ばれる大戦を勃発させた。ギガースたちは神々には殺されないという不思議な力を有していたため、ゼウスは半神半人であるヘーラクレースをオリュンポス側として参戦させた。
ギガースはあらゆる地形を引き裂いて突き進み、大岩や山脈、島を投げ飛ばして攻撃した。神々もそれに応戦し、戦闘の衝撃によって天地は轟き、全宇宙が震えた。凄まじい戦いが繰り広げられたが、神々の方が優勢であり、ギガースは次々に敗北していった。弱ったギガースをヘーラクレースの毒矢が襲い、ヘーラクレースにとどめを刺されたギガースは絶命した。パレーネーの地に触れている限り無敵の力を得る最強の巨人もいたが、ヘーラクレースの圧倒的な怪力によってその地から引き剥がされ、彼の剛腕によって殺された。
ヘーラクレースの活躍もあり、ギガントマキアーは神々の圧勝に終わった。

## ヘーラクレースの最期

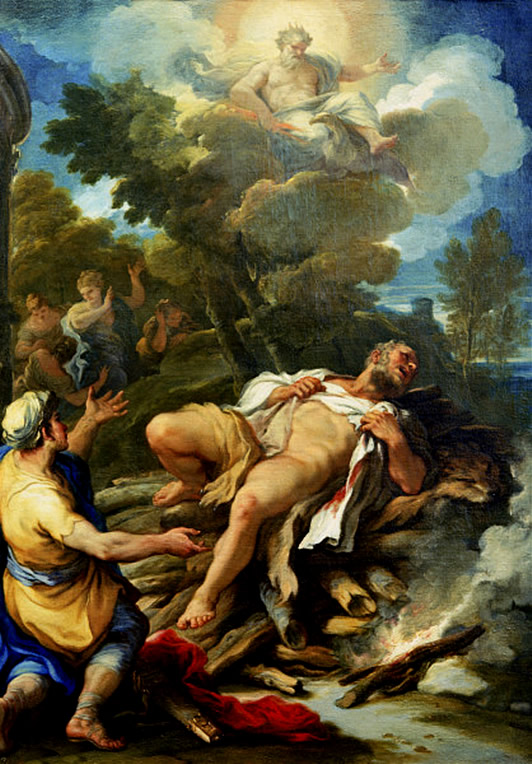
ルカ・ジョルダーノの1697-1700年頃の絵画『ヘーラクレースの火葬』。カシータ・デル・プリンシペ所蔵。

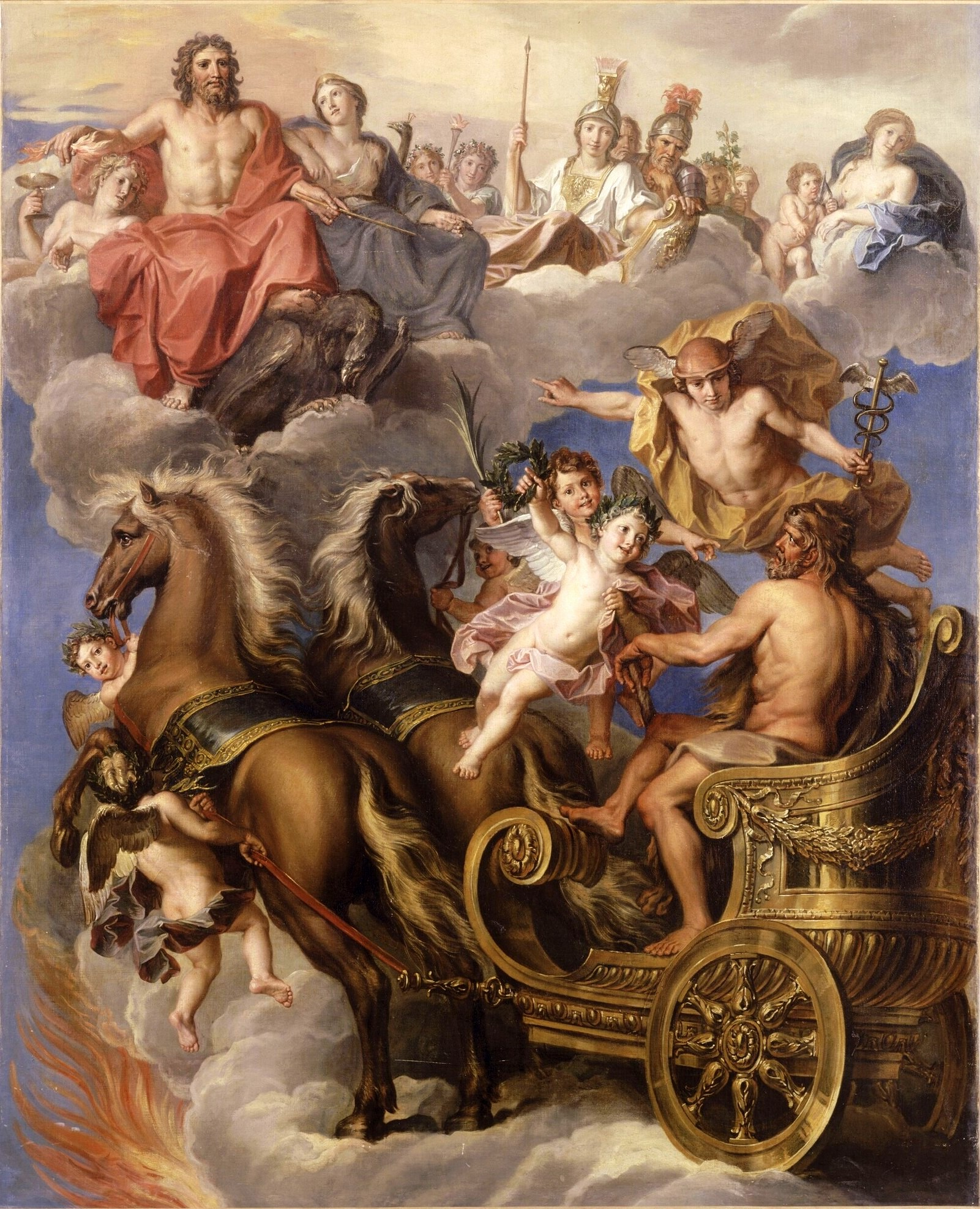
ノエル・コワペルの1700年頃の絵画『神格化されたヘーラクレース』。ベルサイユ宮殿所蔵。

ヘーラクレースとその妻デーイアネイラは、彼らの子供であるヒュロスを連れて旅をしていた。ある日、ヘーラクレースは川を渡ろうとしたが、家族と共に渡るにはあまりにも流れが激しすぎた。ちょうどそのとき川辺にいたケンタウロスのネッソスがデーイアネイラを担ぐと申し出たので、ヘーラクレースがヒュロスを担ぎ、ネッソスがデーイアネイラを担いで激流の川を渡った。しかし、早く向こう岸に着いたネッソスがデーイアネイラを犯そうとしたためにヘーラクレースはヒュドラーの毒矢でこれを射殺した。ネッソスはいまわの際に、「自分の血は媚薬になるので、ヘーラクレースの愛が減じたときに衣服をこれに浸して着せれば効果がある」と言い残した。デーイアネイラはその言葉を信じ、ネッソスの血を採っておいた。
後にヘーラクレースがオイカリアの王女イオレーを手に入れようとしているのを察したデーイアネイラは、ネッソスの血に浸した服をリカースに渡してヘーラクレースに送った。ヘーラクレースがこれを身につけたところ、たちまちヒュドラーの猛毒が回って体が焼けただれ始めて苦しみ、怒って無実のリカースを海に投げて殺した。ヒュドラーの毒矢で死んだネッソスの血は、ヒュドラーの毒と同じ効果を示したのだった。あまりの苦痛に耐えかねたヘーラクレースは薪を積み上げてその上に身を横たえ、ポイアースに弓を与え（後にこの弓はポイアースの息子ピロクテーテースのものになる）、火を点けるように頼んだ（火を点けたのはピロクテーテースだともいわれる）。こうしてヘーラクレースは生きながら火葬されて死んだ。これを知ったデーイアネイラは自殺した。
ヘーラクレースは死後、神の座に上った。このときに至ってようやくヘーラーもヘーラクレースを許し、娘のヘーベーを妻に与えたという。そしてヘーベーとの間にアレクシアレースとアニーケートスという二柱の息子を儲けた。

## ヘーラクレイダイ
ヘーラクレースの子孫たちは、ヘーラクレイダイと呼ばれた。
ヘーラクレースの死後、その子供たちがミュケーナイの王位を望むことを恐れたエウリュステウスは、ヒュロスらを殺そうとして追い回した。アルクメーネーとヒュロスらは、アテーナイのデーモポーンに助けられた。エウリュステウスはヒュロスらの身の受け渡しを要求し、それに応じないアテーナイと戦った。この戦争の中でヒュロスはエウリュステウスの子をすべて討ち取り、エウリュステウスは捕らわれて殺された。
ヒュロスたちはエウリュステウスとの戦争に勝ったが、故郷であるペロポンネーソス半島に未だに戻れずにいた。しかし、ヒュロスの孫たちはミケーネやアルゴスを打ち破り、遂にペロポンネーソス半島へと帰還することができた。その際、テーメノスがアルゴスを、アリストデーモスがスパルタを、クレスポンテースがメッセニアを支配することになった。この内、テーメノスの子供であるペルディッカスは、アルゴスの王位継承争いに敗れて追放され、ギリシア北方の地にマケドニア王国を建国した。したがって、アルゴス人やスパルタ人、マケドニア人はヘーラクレースの子孫とされた。また、彼らは皆ドーリス系ギリシア人であったので、ヘーラクレイダイの帰還はドーリス人のギリシア侵入と関連付けられている。

## 系図
|                    |                    |                    |                    |                    |                    |              |              | アクリシオス     |                  |                  |                  |                  |                  |                |                |                      |                      |                      |                      |                      |                      |          |          |                |                |                |                |                |                |                |                |                  |                  |                  |                  |                  |                  |              |              |              |              |              |              |                |                |                |                |                |                |              |              |                  |                  |                  |                  |                  |                  |                  |                  |                  |                  |                  |                  |                  |                  |              |              |                          |                          |                          |                          |                          |                          |              |              |              |              |          |          |                |                |                |                |                |                |  |  |
|                    |                    |                    |                    |                    |                    |              |              |                  |                  |                  |                  |                  |                  |                |                |                      |                      |                      |                      |                      |                      |          |          |                |                |                |                |                |                |                |                |                  |                  |                  |                  |                  |                  |              |              |              |              |              |              |                |                |                |                |                |                |              |              |                  |                  |                  |                  |                  |                  |                  |                  |                  |                  |                  |                  |                  |                  |              |              |                          |                          |                          |                          |                          |                          |              |              |              |              |          |          |                |                |                |                |                |                |  |  |
|                    |                    |                    |                    |                    |                    |              |              | ダナエー         | ダナエー         | ダナエー         | ダナエー         | ダナエー         | ダナエー         |                |                | ゼウス               | ゼウス               | ゼウス               | ゼウス               | ゼウス               | ゼウス               |          |          |                |                |                |                | ケーペウス     | ケーペウス     | ケーペウス     | ケーペウス     | ケーペウス       | ケーペウス       |                  |                  |                  |                  |              |              |              |              |              |              |                |                |                |                |                |                |              |              |                  |                  |                  |                  |                  |                  |                  |                  |                  |                  |                  |                  |                  |                  |              |              |                          |                          |                          |                          |                          |                          |              |              |              |              |          |          |                |                |                |                |                |                |  |  |
|                    |                    |                    |                    |                    |                    |              |              | ダナエー         | ダナエー         | ダナエー         | ダナエー         | ダナエー         | ダナエー         |                |                | ゼウス               | ゼウス               | ゼウス               | ゼウス               | ゼウス               | ゼウス               |          |          |                |                |                |                | ケーペウス     | ケーペウス     | ケーペウス     | ケーペウス     | ケーペウス       | ケーペウス       |                  |                  |                  |                  |              |              |              |              |              |              |                |                |                |                |                |                |              |              |                  |                  |                  |                  |                  |                  |                  |                  |                  |                  |                  |                  |                  |                  |              |              |                          |                          |                          |                          |                          |                          |              |              |              |              |          |          |                |                |                |                |                |                |  |  |
|                    |                    |                    |                    |                    |                    |              |              |                  |                  |                  |                  |                  |                  |                |                |                      |                      |                      |                      |                      |                      |          |          |                |                |                |                |                |                |                |                |                  |                  |                  |                  |                  |                  |              |              |              |              |              |              |                |                |                |                |                |                |              |              |                  |                  |                  |                  |                  |                  |                  |                  |                  |                  |                  |                  |                  |                  |              |              |                          |                          |                          |                          |                          |                          |              |              |              |              |          |          |                |                |                |                |                |                |  |  |
| ペロプス           | ペロプス           | ペロプス           | ペロプス           | ペロプス           | ペロプス           |              |              |                  |                  |                  |                  | ペルセウス       | ペルセウス       | ペルセウス     | ペルセウス     | ペルセウス           | ペルセウス           |                      |                      |                      |                      |          |          |                |                |                |                | アンドロメダー | アンドロメダー | アンドロメダー | アンドロメダー | アンドロメダー   | アンドロメダー   |                  |                  |                  |                  |              |              |              |              |              |              |                |                |                |                |                |                |              |              |                  |                  |                  |                  |                  |                  |                  |                  |                  |                  |                  |                  |                  |                  |              |              |                          |                          |                          |                          |                          |                          |              |              |              |              |          |          |                |                |                |                |                |                |  |  |
| ペロプス           | ペロプス           | ペロプス           | ペロプス           | ペロプス           | ペロプス           |              |              |                  |                  |                  |                  | ペルセウス       | ペルセウス       | ペルセウス     | ペルセウス     | ペルセウス           | ペルセウス           |                      |                      |                      |                      |          |          |                |                |                |                | アンドロメダー | アンドロメダー | アンドロメダー | アンドロメダー | アンドロメダー   | アンドロメダー   |                  |                  |                  |                  |              |              |              |              |              |              |                |                |                |                |                |                |              |              |                  |                  |                  |                  |                  |                  |                  |                  |                  |                  |                  |                  |                  |                  |              |              |                          |                          |                          |                          |                          |                          |              |              |              |              |          |          |                |                |                |                |                |                |  |  |
|                    |                    |                    |                    |                    |                    |              |              |                  |                  |                  |                  |                  |                  |                |                |                      |                      |                      |                      |                      |                      |          |          |                |                |                |                |                |                |                |                |                  |                  |                  |                  |                  |                  |              |              |              |              |              |              |                |                |                |                |                |                |              |              |                  |                  |                  |                  |                  |                  |                  |                  |                  |                  |                  |                  |                  |                  |              |              |                          |                          |                          |                          |                          |                          |              |              |              |              |          |          |                |                |                |                |                |                |  |  |
|                    |                    |                    |                    |                    |                    |              |              |                  |                  |                  |                  |                  |                  |                |                |                      |                      |                      |                      |                      |                      |          |          |                |                |                |                |                |                |                |                |                  |                  |                  |                  |                  |                  |              |              |              |              |              |              |                |                |                |                |                |                |              |              |                  |                  |                  |                  |                  |                  |                  |                  |                  |                  |                  |                  |                  |                  |              |              |                          |                          |                          |                          |                          |                          |              |              |              |              |          |          |                |                |                |                |                |                |  |  |
| アステュダメイア   | アステュダメイア   | アステュダメイア   | アステュダメイア   | アステュダメイア   | アステュダメイア   |              |              | アルカイオス     | アルカイオス     | アルカイオス     | アルカイオス     | アルカイオス     | アルカイオス     |                |                |                      |                      |                      |                      |                      |                      |          |          |                |                |                |                | ステネロス     | ステネロス     | ステネロス     | ステネロス     | ステネロス       | ステネロス       |                  |                  | ニーキッペー     | ニーキッペー     | ニーキッペー | ニーキッペー | ニーキッペー | ニーキッペー |              |              | メーストール   | メーストール   | メーストール   | メーストール   | メーストール   | メーストール   |              |              | リューシディケー | リューシディケー | リューシディケー | リューシディケー | リューシディケー | リューシディケー |                  |                  | ヘレイオス       | ヘレイオス       | ヘレイオス       | ヘレイオス       | ヘレイオス       | ヘレイオス       |              |              |                          |                          |                          |                          |                          |                          |              |              |              |              |          |          |                |                |                |                |                |                |  |  |
| アステュダメイア   | アステュダメイア   | アステュダメイア   | アステュダメイア   | アステュダメイア   | アステュダメイア   |              |              | アルカイオス     | アルカイオス     | アルカイオス     | アルカイオス     | アルカイオス     | アルカイオス     |                |                |                      |                      |                      |                      |                      |                      |          |          |                |                |                |                | ステネロス     | ステネロス     | ステネロス     | ステネロス     | ステネロス       | ステネロス       |                  |                  | ニーキッペー     | ニーキッペー     | ニーキッペー | ニーキッペー | ニーキッペー | ニーキッペー |              |              | メーストール   | メーストール   | メーストール   | メーストール   | メーストール   | メーストール   |              |              | リューシディケー | リューシディケー | リューシディケー | リューシディケー | リューシディケー | リューシディケー |                  |                  | ヘレイオス       | ヘレイオス       | ヘレイオス       | ヘレイオス       | ヘレイオス       | ヘレイオス       |              |              |                          |                          |                          |                          |                          |                          |              |              |              |              |          |          |                |                |                |                |                |                |  |  |
|                    |                    |                    |                    |                    |                    |              |              |                  |                  |                  |                  |                  |                  |                |                |                      |                      |                      |                      |                      |                      |          |          |                |                |                |                |                |                |                |                |                  |                  |                  |                  |                  |                  |              |              |              |              |              |              |                |                |                |                |                |                |              |              |                  |                  |                  |                  |                  |                  |                  |                  |                  |                  |                  |                  |                  |                  |              |              |                          |                          |                          |                          |                          |                          |              |              |              |              |          |          |                |                |                |                |                |                |  |  |
|                    |                    |                    |                    |                    |                    |              |              |                  |                  |                  |                  |                  |                  |                |                |                      |                      |                      |                      |                      |                      |          |          |                |                |                |                |                |                |                |                |                  |                  |                  |                  |                  |                  |              |              |              |              |              |              |                |                |                |                |                |                |              |              |                  |                  |                  |                  |                  |                  |                  |                  |                  |                  |                  |                  |                  |                  |              |              |                          |                          |                          |                          |                          |                          |              |              |              |              |          |          |                |                |                |                |                |                |  |  |
|                    |                    |                    |                    |                    |                    |              |              | アナクソー       | アナクソー       | アナクソー       | アナクソー       | アナクソー       | アナクソー       |                |                | エーレクトリュオーン | エーレクトリュオーン | エーレクトリュオーン | エーレクトリュオーン | エーレクトリュオーン | エーレクトリュオーン |          |          | ミデア         | ミデア         | ミデア         | ミデア         | ミデア         | ミデア         |                |                | エウリュステウス | エウリュステウス | エウリュステウス | エウリュステウス | エウリュステウス | エウリュステウス |              |              | ポセイドーン | ポセイドーン | ポセイドーン | ポセイドーン | ポセイドーン   | ポセイドーン   |                |                | ヒッポトエー   | ヒッポトエー   | ヒッポトエー | ヒッポトエー | ヒッポトエー     | ヒッポトエー     |                  |                  | オイバロス       | オイバロス       | オイバロス       | オイバロス       | オイバロス       | オイバロス       |                  |                  |                  |                  |              |              | ゴルゴポネー             | ゴルゴポネー             | ゴルゴポネー             | ゴルゴポネー             | ゴルゴポネー             | ゴルゴポネー             |              |              |              |              |          |          | ペリエーレース | ペリエーレース | ペリエーレース | ペリエーレース | ペリエーレース | ペリエーレース |  |  |
|                    |                    |                    |                    |                    |                    |              |              | アナクソー       | アナクソー       | アナクソー       | アナクソー       | アナクソー       | アナクソー       |                |                | エーレクトリュオーン | エーレクトリュオーン | エーレクトリュオーン | エーレクトリュオーン | エーレクトリュオーン | エーレクトリュオーン |          |          | ミデア         | ミデア         | ミデア         | ミデア         | ミデア         | ミデア         |                |                | エウリュステウス | エウリュステウス | エウリュステウス | エウリュステウス | エウリュステウス | エウリュステウス |              |              | ポセイドーン | ポセイドーン | ポセイドーン | ポセイドーン | ポセイドーン   | ポセイドーン   |                |                | ヒッポトエー   | ヒッポトエー   | ヒッポトエー | ヒッポトエー | ヒッポトエー     | ヒッポトエー     |                  |                  | オイバロス       | オイバロス       | オイバロス       | オイバロス       | オイバロス       | オイバロス       |                  |                  |                  |                  |              |              | ゴルゴポネー             | ゴルゴポネー             | ゴルゴポネー             | ゴルゴポネー             | ゴルゴポネー             | ゴルゴポネー             |              |              |              |              |          |          | ペリエーレース | ペリエーレース | ペリエーレース | ペリエーレース | ペリエーレース | ペリエーレース |  |  |
|                    |                    |                    |                    |                    |                    |              |              |                  |                  |                  |                  |                  |                  |                |                |                      |                      |                      |                      |                      |                      |          |          |                |                |                |                |                |                |                |                |                  |                  |                  |                  |                  |                  |              |              |              |              |              |              |                |                |                |                |                |                |              |              |                  |                  |                  |                  |                  |                  |                  |                  |                  |                  |                  |                  |                  |                  |              |              |                          |                          |                          |                          |                          |                          |              |              |              |              |          |          |                |                |                |                |                |                |  |  |
|                    |                    |                    |                    |                    |                    |              |              |                  |                  |                  |                  |                  |                  |                |                |                      |                      |                      |                      |                      |                      |          |          |                |                |                |                |                |                |                |                |                  |                  |                  |                  |                  |                  |              |              |              |              |              |              |                |                |                |                |                |                |              |              |                  |                  |                  |                  |                  |                  |                  |                  |                  |                  |                  |                  |                  |                  |              |              |                          |                          |                          |                          |                          |                          |              |              |              |              |          |          |                |                |                |                |                |                |  |  |
| アムピトリュオーン | アムピトリュオーン | アムピトリュオーン | アムピトリュオーン | アムピトリュオーン | アムピトリュオーン |              |              |                  |                  |                  |                  | アルクメーネー   | アルクメーネー   | アルクメーネー | アルクメーネー | アルクメーネー       | アルクメーネー       |                      |                      | ゼウス               | ゼウス               | ゼウス   | ゼウス   | ゼウス         | ゼウス         |                |                | リキュムニオス | リキュムニオス | リキュムニオス | リキュムニオス | リキュムニオス   | リキュムニオス   |                  |                  |                  |                  |              |              |              |              |              |              | タピオス       | タピオス       | タピオス       | タピオス       | タピオス       | タピオス       |              |              |                  |                  |                  |                  | テュンダレオース | テュンダレオース | テュンダレオース | テュンダレオース | テュンダレオース | テュンダレオース |                  |                  | イーカリオス     | イーカリオス     | イーカリオス | イーカリオス | イーカリオス             | イーカリオス             |                          |                          | アパレウス               | アパレウス               | アパレウス   | アパレウス   | アパレウス   | アパレウス   |          |          | レウキッポス   | レウキッポス   | レウキッポス   | レウキッポス   | レウキッポス   | レウキッポス   |  |  |
| アムピトリュオーン | アムピトリュオーン | アムピトリュオーン | アムピトリュオーン | アムピトリュオーン | アムピトリュオーン |              |              |                  |                  |                  |                  | アルクメーネー   | アルクメーネー   | アルクメーネー | アルクメーネー | アルクメーネー       | アルクメーネー       |                      |                      | ゼウス               | ゼウス               | ゼウス   | ゼウス   | ゼウス         | ゼウス         |                |                | リキュムニオス | リキュムニオス | リキュムニオス | リキュムニオス | リキュムニオス   | リキュムニオス   |                  |                  |                  |                  |              |              |              |              |              |              | タピオス       | タピオス       | タピオス       | タピオス       | タピオス       | タピオス       |              |              |                  |                  |                  |                  | テュンダレオース | テュンダレオース | テュンダレオース | テュンダレオース | テュンダレオース | テュンダレオース |                  |                  | イーカリオス     | イーカリオス     | イーカリオス | イーカリオス | イーカリオス             | イーカリオス             |                          |                          | アパレウス               | アパレウス               | アパレウス   | アパレウス   | アパレウス   | アパレウス   |          |          | レウキッポス   | レウキッポス   | レウキッポス   | レウキッポス   | レウキッポス   | レウキッポス   |  |  |
|                    |                    |                    |                    |                    |                    |              |              |                  |                  |                  |                  |                  |                  |                |                |                      |                      |                      |                      |                      |                      |          |          |                |                |                |                |                |                |                |                |                  |                  |                  |                  |                  |                  |              |              |              |              |              |              |                |                |                |                |                |                |              |              |                  |                  |                  |                  |                  |                  |                  |                  |                  |                  |                  |                  |                  |                  |              |              |                          |                          |                          |                          |                          |                          |              |              |              |              |          |          |                |                |                |                |                |                |  |  |
|                    |                    |                    |                    |                    |                    |              |              |                  |                  |                  |                  |                  |                  |                |                |                      |                      |                      |                      |                      |                      |          |          |                |                |                |                |                |                |                |                |                  |                  |                  |                  |                  |                  |              |              |              |              |              |              |                |                |                |                |                |                |              |              |                  |                  |                  |                  |                  |                  |                  |                  |                  |                  |                  |                  |                  |                  |              |              |                          |                          |                          |                          |                          |                          |              |              |              |              |          |          |                |                |                |                |                |                |  |  |
| イーピクレース     | イーピクレース     | イーピクレース     | イーピクレース     | イーピクレース     | イーピクレース     |              |              | アウトメドゥーサ | アウトメドゥーサ | アウトメドゥーサ | アウトメドゥーサ | アウトメドゥーサ | アウトメドゥーサ |                |                | ヘーラクレース       | ヘーラクレース       | ヘーラクレース       | ヘーラクレース       | ヘーラクレース       | ヘーラクレース       |          |          | デーイアネイラ | デーイアネイラ | デーイアネイラ | デーイアネイラ | デーイアネイラ | デーイアネイラ |                |                | オイオーノス     | オイオーノス     | オイオーノス     | オイオーノス     | オイオーノス     | オイオーノス     |              |              |              |              |              |              | プテレラーオス | プテレラーオス | プテレラーオス | プテレラーオス | プテレラーオス | プテレラーオス |              |              |                  |                  |                  |                  |                  |                  |                  |                  |                  |                  |                  |                  | ペーネロペー     | ペーネロペー     | ペーネロペー | ペーネロペー | ペーネロペー             | ペーネロペー             |                          |                          | リュンケウス             | リュンケウス             | リュンケウス | リュンケウス | リュンケウス | リュンケウス |          |          | イーダース     | イーダース     | イーダース     | イーダース     | イーダース     | イーダース     |  |  |
| イーピクレース     | イーピクレース     | イーピクレース     | イーピクレース     | イーピクレース     | イーピクレース     |              |              | アウトメドゥーサ | アウトメドゥーサ | アウトメドゥーサ | アウトメドゥーサ | アウトメドゥーサ | アウトメドゥーサ |                |                | ヘーラクレース       | ヘーラクレース       | ヘーラクレース       | ヘーラクレース       | ヘーラクレース       | ヘーラクレース       |          |          | デーイアネイラ | デーイアネイラ | デーイアネイラ | デーイアネイラ | デーイアネイラ | デーイアネイラ |                |                | オイオーノス     | オイオーノス     | オイオーノス     | オイオーノス     | オイオーノス     | オイオーノス     |              |              |              |              |              |              | プテレラーオス | プテレラーオス | プテレラーオス | プテレラーオス | プテレラーオス | プテレラーオス |              |              |                  |                  |                  |                  |                  |                  |                  |                  |                  |                  |                  |                  | ペーネロペー     | ペーネロペー     | ペーネロペー | ペーネロペー | ペーネロペー             | ペーネロペー             |                          |                          | リュンケウス             | リュンケウス             | リュンケウス | リュンケウス | リュンケウス | リュンケウス |          |          | イーダース     | イーダース     | イーダース     | イーダース     | イーダース     | イーダース     |  |  |
|                    |                    |                    |                    |                    |                    |              |              |                  |                  |                  |                  |                  |                  |                |                |                      |                      |                      |                      |                      |                      |          |          |                |                |                |                |                |                |                |                |                  |                  |                  |                  |                  |                  |              |              |              |              |              |              |                |                |                |                |                |                |              |              |                  |                  |                  |                  |                  |                  |                  |                  |                  |                  |                  |                  |                  |                  |              |              |                          |                          |                          |                          |                          |                          |              |              |              |              |          |          |                |                |                |                |                |                |  |  |
|                    |                    |                    |                    |                    |                    |              |              |                  |                  |                  |                  |                  |                  |                |                |                      |                      |                      |                      |                      |                      |          |          |                |                |                |                |                |                |                |                |                  |                  |                  |                  |                  |                  |              |              |              |              |              |              |                |                |                |                |                |                |              |              |                  |                  |                  |                  |                  |                  |                  |                  |                  |                  |                  |                  |                  |                  |              |              |                          |                          |                          |                          |                          |                          |              |              |              |              |          |          |                |                |                |                |                |                |  |  |
|                    |                    |                    |                    | イオラーオス       | イオラーオス       | イオラーオス | イオラーオス | イオラーオス     | イオラーオス     |                  |                  | メガラー         | メガラー         | メガラー       | メガラー       | メガラー             | メガラー             |                      |                      | ヒュロス             | ヒュロス             | ヒュロス | ヒュロス | ヒュロス       | ヒュロス       |                |                | イオレー       | イオレー       | イオレー       | イオレー       | イオレー         | イオレー         |                  |                  |                  |                  |              |              |              |              |              |              | コマイトー     | コマイトー     | コマイトー     | コマイトー     | コマイトー     | コマイトー     |              |              | カストール       | カストール       | カストール       | カストール       | カストール       | カストール       |                  |                  | ポリュデウケース | ポリュデウケース | ポリュデウケース | ポリュデウケース | ポリュデウケース | ポリュデウケース |              |              | クリュタイムネーストラー | クリュタイムネーストラー | クリュタイムネーストラー | クリュタイムネーストラー | クリュタイムネーストラー | クリュタイムネーストラー |              |              | ヘレネー     | ヘレネー     | ヘレネー | ヘレネー | ヘレネー       | ヘレネー       |                |                |                |                |  |  |
|                    |                    |                    |                    | イオラーオス       | イオラーオス       | イオラーオス | イオラーオス | イオラーオス     | イオラーオス     |                  |                  | メガラー         | メガラー         | メガラー       | メガラー       | メガラー             | メガラー             |                      |                      | ヒュロス             | ヒュロス             | ヒュロス | ヒュロス | ヒュロス       | ヒュロス       |                |                | イオレー       | イオレー       | イオレー       | イオレー       | イオレー         | イオレー         |                  |                  |                  |                  |              |              |              |              |              |              | コマイトー     | コマイトー     | コマイトー     | コマイトー     | コマイトー     | コマイトー     |              |              | カストール       | カストール       | カストール       | カストール       | カストール       | カストール       |                  |                  | ポリュデウケース | ポリュデウケース | ポリュデウケース | ポリュデウケース | ポリュデウケース | ポリュデウケース |              |              | クリュタイムネーストラー | クリュタイムネーストラー | クリュタイムネーストラー | クリュタイムネーストラー | クリュタイムネーストラー | クリュタイムネーストラー |              |              | ヘレネー     | ヘレネー     | ヘレネー | ヘレネー | ヘレネー       | ヘレネー       |                |                |                |                |  |  |

## 大衆文化への影響
アガサ・クリスティーが生み出した名探偵エルキュール・ポアロのファーストネームHerculeは、ヘーラクレースのフランス語形である。これにちなんで、アガサには「ヘラクレスの冒険」という短編集もあり、ヘーラクレースの古典的物語と関連づけられている。
その他、多くのものがヘーラクレースにちなみ、その名を冠している。これらについては、ヘラクレス (曖昧さ回避)及び英語名ハーキュリーズを参照のこと。